# Галибаф, Мохаммад-Багер
Мохамма́д-Баге́р Галиба́ф (перс. محمدباقر قالیباف‎; род. 23 августа 1961, Торкабе, Шаханшахское Государство Иран) — иранский государственный деятель. Председатель Исламского консультативного совета Исламской Республики Иран с 28 мая 2020 года. Мэр Тегерана (2005—2017).

## Биография
Родился 23 августа 1961 года в Мешхеде, в семье курда и персиянки.
Является профессором Тегеранского университета.
Имеет докторскую степень по политической географии Университета Тарбиат Модарес. 
Является пилотом, сертифицированным для работы на некоторых самолетах Airbus. 
Галибаф считается духовным лидером партии «Прогресса и справедливости» и Исламской партии свободы Ирана. Является членом политического альянса «Народный фронт сил исламской революции».

### Военная карьера
Начал военную карьеру в 1980 году во время ирано-иракской войны. Служил в спецподразделении КСИР. В 1982 году стал главным командиром бригады Имама Резы. Вскоре после этого был назначен командиром дивизии Расулолла. 
С 1983 по 1984 год был главным командиром дивизии «Наср». 
После войны он был избран заместителем командующего Силами сопротивления и войсками Басидж под командованием генерала Афшара. Получил степень генерал-майора в 1996 году после получения степени магистра геополитики. В 1998 году, когда Мохсен Резайи ушел в отставку и Яхья Рахим Сафави стал новым главнокомандующим КСИР, он был назначен командующим Воздушно-космическими силами Корпуса стражей исламской революции.
В последующие годы Галибаф стал одним из старших командиров Корпуса стражей исламской революции (КСИР). В 1984 году был назначен управляющим директором компании «Хатам аль-Анбия», инженерного подразделения Корпуса стражей исламской революции. Под его руководством компания запустила 165-километровую железную дорогу, соединяющую Мешхед и Серахс.
В 1996 году Али Хаменеи назначил его командующим ВВС КСИР. Являлся командующим военно-воздушными силами Революционной гвардии с 1997 по 2000 год.
Как командующий ВВС Стражей исламской революции во время студенческих протестов 1999 года, Галибаф был одним из 24 командиров КСИР, которые направили письмо с угрозами президенту-реформисту Мохаммаду Хатами, заявив, что, если протесты будут продолжены, они возьмут дело в свои руки.

### Карьера в полиции
В 1999 году был назначен начальником полиции Ирана после того, как предыдущий командующий, генерал Хедаят Лотфян, был уволен после студенческих протестов 1999 года. 
Став начальником полиции, Галибаф инициировал некоторые реформы в вооруженных силах, в том числе отказ от всех судебных исков против газет, модернизацию полицейского оборудования и проект 110 полиций, направленный на повышение доступности полиции для широкой публики.
В 2002 году также был назначен представителем президента Мохаммада Хатами во время кампании по борьбе с контрабандой. 
Являлся начальником полиции Ирана до 2005 года. 5 апреля 2005 года подал заявление об отставке с военных должностей (включая полицию) в связи с намерением баллотироваться на пост президента Ирана.

### Мэр Тегерана
В 2005 году принял участие в президентских выборах, проиграв Махмуду Ахмадинежаду. 4 сентября того же года Городской совет Тегерана избрал его мэром Тегерана 8 голосами из 15. Ранее этот пост занимал Махмуд Ахмадинежад. Другими кандидатами являлись Мухаммед Алиабади и Мохаммад-Али Наджафи. 
Был переизбран на второй срок в 2007 году после получения 12 голосов без соперника.
По словам Блумберга, он использовал свою должность мэра «чтобы завоевать репутацию политического деятеля, который добивается успеха». 
8 сентября 2013 года был избран мэром еще на один срок. Его соперниками были Мохсен Хашеми Рафсанджани, Масумех Эбтекар Али Никзад Самарин, и Мохсен Мехрализаде. Избран после победы над Хашеми во втором туре с 51,6 % голосов.

## Президентская кампания

### Президентские выборы 2005 года
Галибаф являлся кандидатом в президенты на выборах 2005 года. Считалось, что его поддерживают некоторые фракции консервативного альянса. Однако, фракция поддержала Махмуда Ахмадинежада. На выборах Галибаф занял четвертое место.
13 октября 2008 года заявил о поддержке диалога с Соединенными Штатами. 

### Президентские выборы в 2013 году

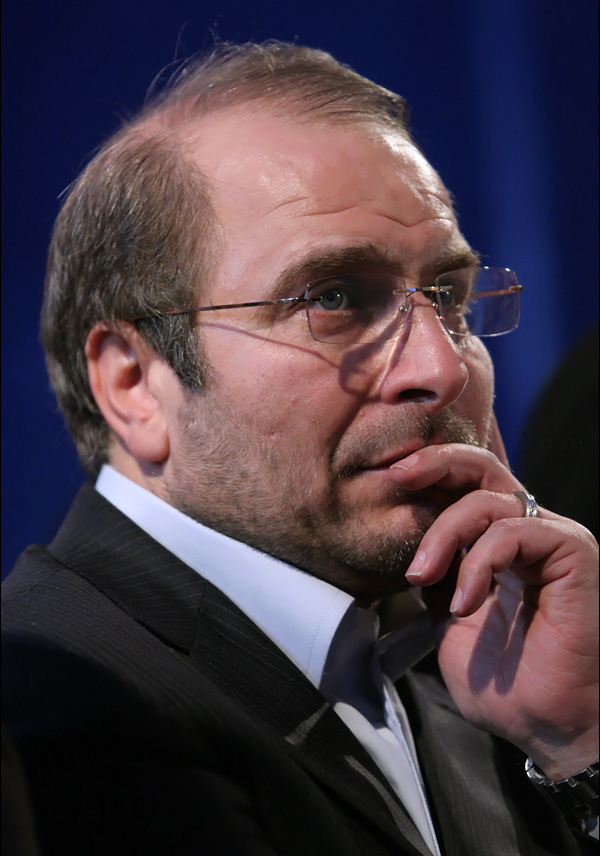
Мохаммад-Багер Галибаф в 2015 году

Калибаф не баллотировался на президентских выборах 2009 года. Его советник объявил, что он примет участие в президентских выборах в июне 2013 года, и он официально объявил об этом 16 июля 2012 года. В своем выступлении во время объявления его кандидатуры, он заявил:
«Есть две вещи, которых я придерживаюсь и рассматриваю серьезно: первая - Конституция и вторая - уважать заключенных и задержанных».

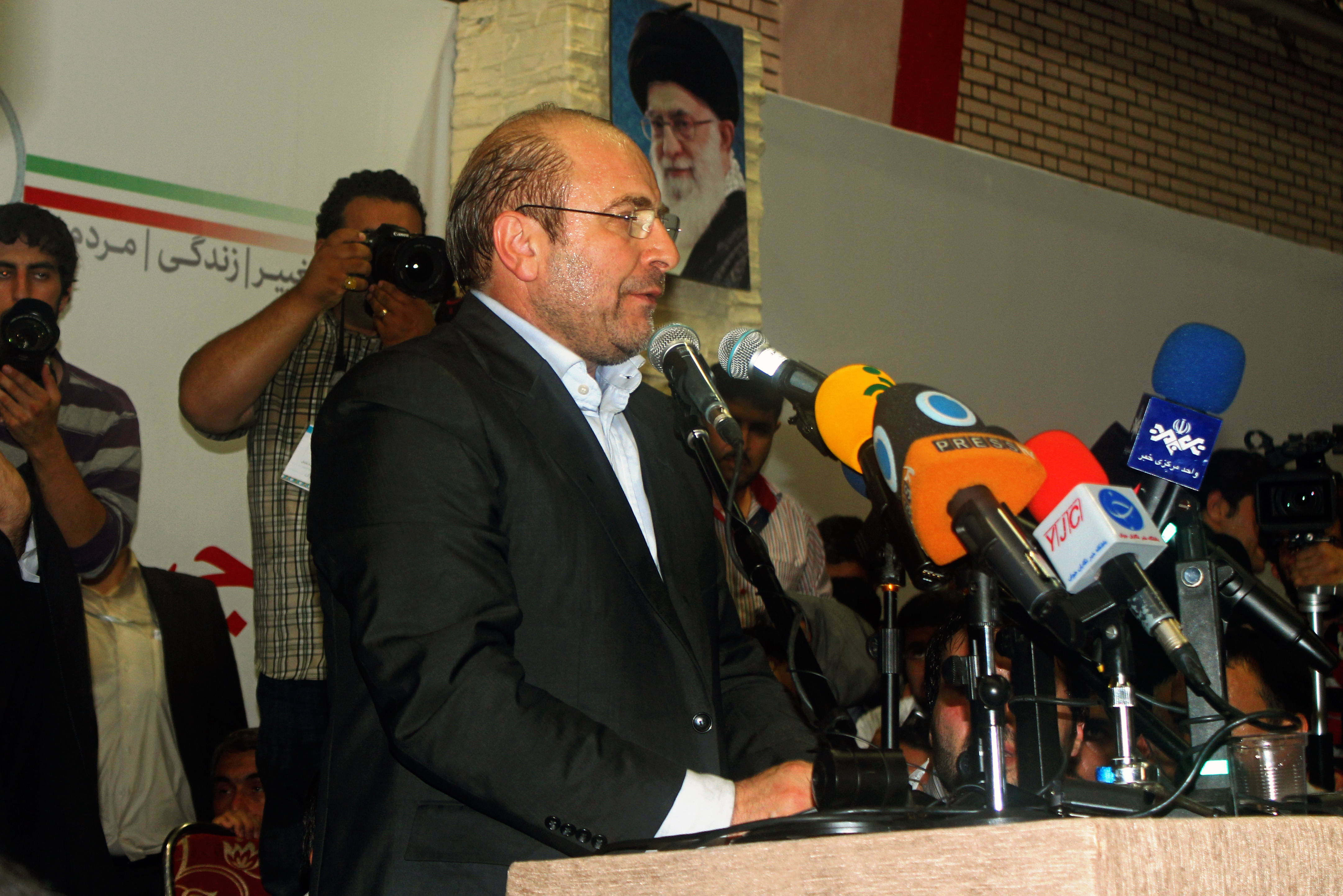
Галибаф в кампании в Мешхеде.

В качестве официальных лозунгов кампании провозгласил Любовь и Жертву и Джихади. 
Его кандидатура была одобрена 21 мая 2013 года Советом Хранителей вместе с семью другими кандидатами. Он был одним из противников кандидатуры Али Акбара Хашеми Рафсанджани и говорил, что было бы лучше, если Рафсанджани не участвовал бы в гонке, поскольку он уже являлся президентом Ирана ранее в течение двух сроков.
Калибаф и два других кандидата, Али Акбар Велаяти и Голям-Али Хаддад Адель сформировали коалицию под названием «2 + 1». 
Бывшие кандидаты Алиреза Али Ахмади и Садех Ваес-Заде, Али Ардашир, председатель парламента поддержали Галибафа на выборах.
Галибаф получил 6 077 292 голосов (16,55 %), заняв второе место после Хасана Рухани, который был избран новым президентом. Через некоторое время после объявления результатов Галибаф опубликовал заявление, в котором поздравил Хасана Рухани с избранием на пост президента Ирана.
| Год  | Выборы    | Голоса      | %       | Раунд | Результат        |
| ---- | --------- | ----------- | ------- | ----- | ---------------- |
| 2005 | Президент | 4,095,827   | 13.93   | 4-й   | Проиграл         |
| 2013 | Президент | ▲ 6,077,292 | ▲ 16.56 | 2-й   | Проиграл         |
| 2017 | Президент | -           | -       | -     | Снял кандидатуру |
| 2020 | Парламент | 1,265,287   | 68.69   | 1-й   | Выиграл          |

## Член парламента Ирана (с 2020)

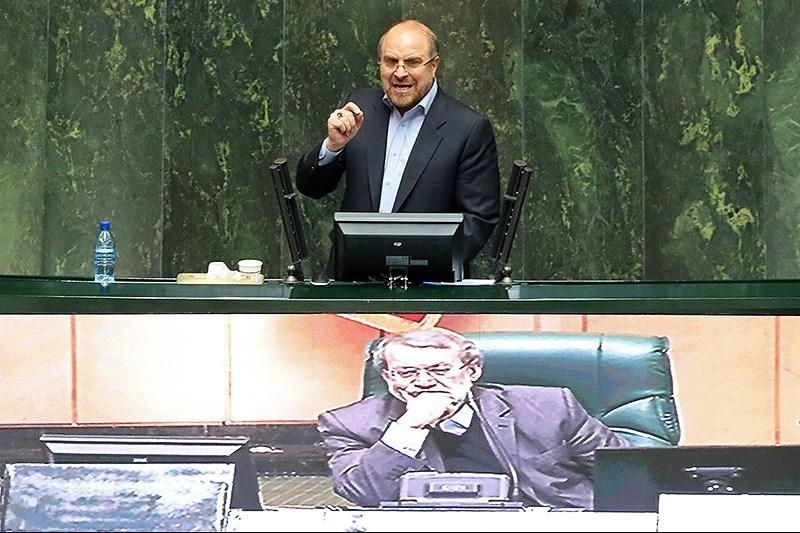
Галибаф представляет доклад об инциденте Пласко в парламенте, его слушает Али Лариджани

На выборах в законодательные органы Ирана в 2020 году Мохаммад Галибаф получил более 1,2 миллиона голосов — больше, чем любой другой кандидат в столице. Считается, что его победа могла быть использована для новой президентской кампании 2021 года.
28 мая 2020 года Галибаф был избран председателем Исламского консультативного совета, однопалатного парламента Ирана. На этой должности он сменил Али Лариджани.